# Thaims
Thaims település Franciaországban, Charente-Maritime megyében. Lakosainak száma 387 fő (2022. január 1.). Thaims Grézac, Meursac, Montpellier-de-Médillan és Saint-André-de-Lidon községekkel határos.

## Népesség
A település népessége az elmúlt években az alábbi módon változott:
| Lakosok száma | 311  | 229  | 232  | 312  | 378  | 380  | 384  | 382  | 381  | 387  |
|               | 1968 | 1982 | 1990 | 2006 | 2013 | 2015 | 2017 | 2019 | 2020 | 2022 |